# باب پیز
رابرت آلن پیز (به انگلیسی: Robert Allen Pease) (۲۲ اوت ۱۹۴۰) - ۱۸ ژوئن، ۲۰۱۱) متخصص طراحی مدار مجتمع آنالوگ (AN) و نویسنده فنی بود. او چندین مدار یکپارچه بسیار موفق «پرفروش» طراحی کرد، که بسیاری از آن‌ها در تولید مداوم برای چندین دهه بود. این‌ها شامل مبدل ولتاژ به فرکانس LM331، و تثبیت‌کننده ولتاژ منفی قابل‌تنظیم LM337 (مکمل LM317) است.

## زندگی و شغل

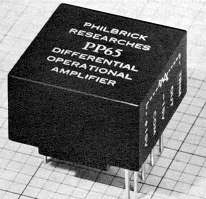
تخته op به amp

پیس در ۲۲ اوت ۱۹۴۰ در راکویل، کنتیکت متولد شد. وی در مدرسه هرمون کوه نوردفیلد در ماساچوست شرکت کرد و پس از آن لیسانس علوم مهندسی برق (BSEE) را از مؤسسه فناوری ماساچوست در سال ۱۹۶۱ بدست آورد.
وی کار خود را در اوایل دهه ۱۹۶۰ در جورج ای. فیلبریک ریسرچز (GAP-R) آغاز کرد. GAP-R اولین تقویت‌کننده عملیاتی با هزینه مناسب و مقرون به صرفه (آپ-امپ)، K2-W بود. در GAP-R، پیز بسیاری از تقویت‌کننده‌های عملیاتی با کارایی-بالا را ساخت، که دارای اجزای حالت جامد گسسته بودند.
آخرین پروژه‌ای که پیز روی آن کار کرد، سامانه تشخیص مواد مواد منفجره میکروترون THOR-LVX (نوری-هسته‌ای) بود: «یک شتاب‌دهنده یونی دومنظوره برای مواد منفجره مبتنی‌بر واکنش هسته‌ای و تشخیص-SNM در بارهای عظیم» آخرین پروژه‌ای بود که وی برایش طراحی کرده بود.
پیز نویسنده هشت کتاب از جمله عیب‌یابی مدارهای آنالوگ بود و ۲۱ حق ثبت اختراع داشت. اگرچه نام او در اسناد رسمی با عنوان «رابرت ای پیز» ذکرشده بود، اما ترجیح می‌داد «باب پیز» نامیده شود یا از حروف اول «RAP» در ستون‌های مجله خود استفاده کند.
علاقه‌های دیگر وی شامل پیاده‌روی و دوچرخه‌سواری در مکان‌های دور افتاده و کار بر روی فولکس قورباغه‌ای قدیمی خود بود که اغلب او در ستون‌های خبریش ذکر می‌کرد. نوشتار پیز «به شدت مورد نظر بود، اما او می‌توانست با شوخ‌طبعی ارتباط برقرار کند که او را برای خوانندگان محبوب می‌کرد، خواه با او موافق باشند یا نه.».
«زبان برنامه‌نویسی مورد علاقه من … لحیم‌کاری است»

## مرگ

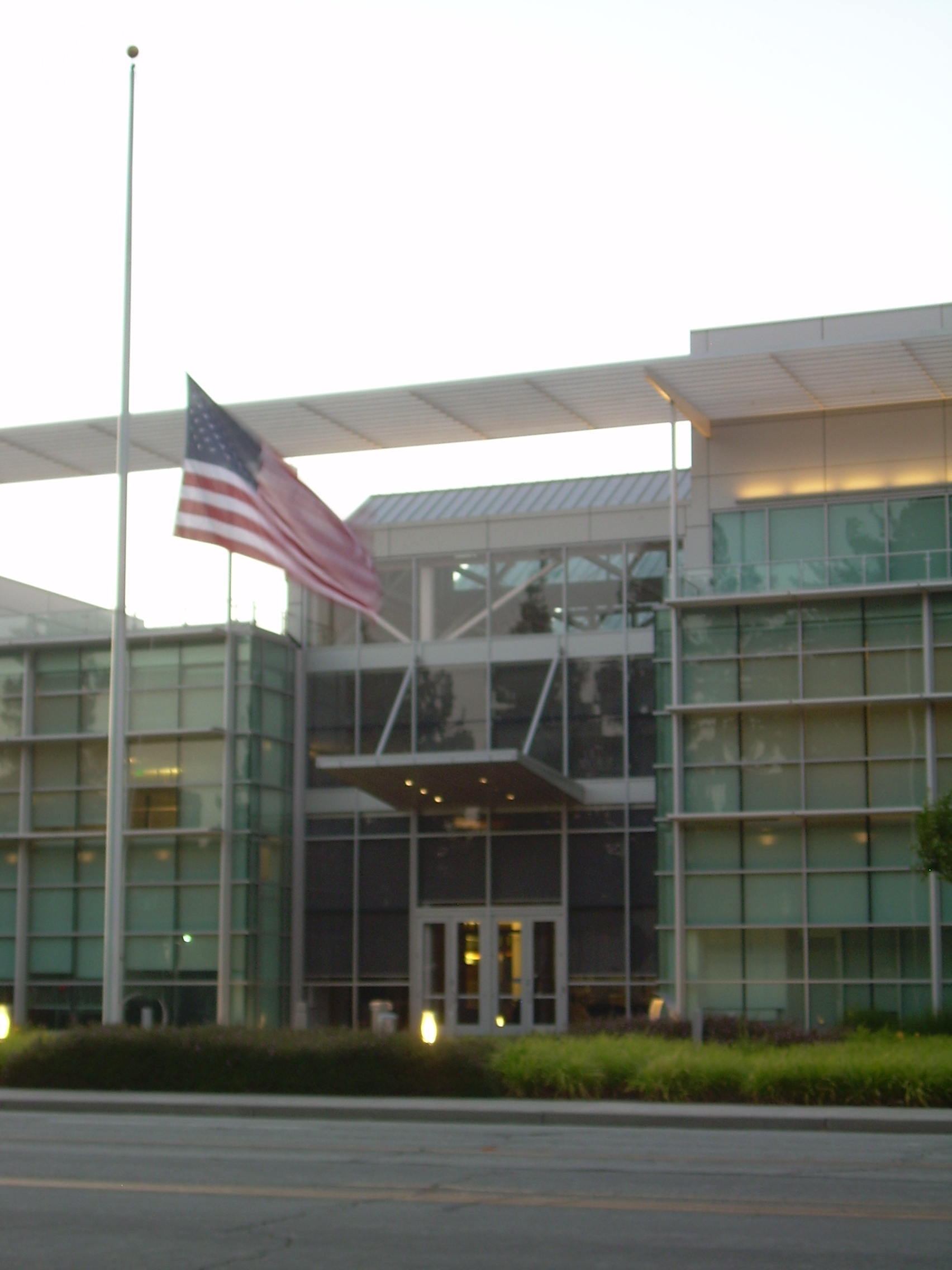
پرچم نیمه افراشته نشنال سمی‌کنداکتر در ۲۱ ژوئن ۲۰۱۱

پیز در تصادف فولکس قورباغه‌ای سال ۱۹۶۹ خود در ۱۸ ژوئن ۲۰۱۱ کشته شد. او در حال ترک گردهمایی به‌یاد جیم ویلیامز بود که یکی دیگر از طراحان مشهور مدارهای آنالوگ، نویسنده فنی و یک مهندس کارکنان مشهور بود که در لینیر تکنولوژی کار می‌کرد. پیز ۷۰ ساله بود و از او همسرش، دو پسر و سه نوه به یادگار ماند. مرگ ناگهانی پیز باعث جاری شدن سیل کوچکی از یادآوری‌ها و ادای احترامات نویسندگان فنی، مهندسین شاغل و علاقه‌مندان به هک سخت‌افزار الکترونیک شد.
باب به خاطر طراحی‌های بریده‌بریده‌اش انگشت‌نما بود و همچنین به خاطر دفتر شلوغش. در زیر یکی از دفاتر اولیه او در نشنال است، جایی که او در مسابقه ای از روزنامه برای آشفته‌ترین میز برنده شد. نانسی (همسرش) به یاد می‌آورد: «این مسابقه آشفته‌ترین مسابقه میز سن خوزه مرکوری نیوز بود. شخصی از طرف او عکس دفترش را وارد کرد و از او پرسید: که اگر جایزه بزرگی می‌برد آن را به اشتراک می‌گذاشت. باب در آن زمان نمی‌دانست جایزهٔ چیست. رقابت به هیچ وجه در حد ورود او نبود، بنابراین جوایز اول، دوم و سوم را به او دادند. جایزه برای مبلمان اداری بود. باب آن را به نشنال فروخت و با پول آن یک جشن پیتزا برپا کرد».

## انتشارات (جزئی)
- Pease, Robert A. (December 1984). "A new Fahrenheit temperature sensor". IEEE Journal of Solid-State Circuits. 19: 971–977. doi:10.1109/JSSC.1984.1052253.
- Troubleshooting Analog Circuits. EDN Series for Design Engineers. Newnes. 1991. ISBN 978-0-7506-9499-5.  Troubleshooting Analog Circuits. EDN Series for Design Engineers. Newnes. 1991. ISBN 978-0-7506-9499-5.  Troubleshooting Analog Circuits. EDN Series for Design Engineers. Newnes. 1991. ISBN 978-0-7506-9499-5. - یک کتاب مرجع استاندارد صنعت برای عیب‌یابی (و طراحی) مدارهای آنالوگ
- Pease, Bob. How to Drive Into Accidents ... and How Not To [An idiosyncratic, entertaining, and insightful book on safe driving techniques, written for novices and experienced drivers alike]. transtronix. San Francisco: self-published. ISBN 978-0-9655648-1-6. Archived from the original on June 8, 2001. Retrieved June 8, 2001. What was the first motivation for the book? My cousin Ellen Hubbard lost her 16-year-old daughter Christine to an unfortunate driving accident, a few years back. The official police report said that they did not know how the accident happened. But two young women died when their car was hit by a truck. The idea of a book began to grow, but I got sidetracked until the fall of 1994.
- Pease, Robert A., ed. (2008). Analog Circuits: World Class Designs. Newnes. ISBN 978-0-7506-8627-3.
- Ashby, Darren; Baker, Bonnie; Ball, Stuart; Crowe, J.; Hayes-Gill, Barrie; Hickman, Ian; Kester, Walt; Mancini, Ron; Grout, Ian; Pease, Robert; Tooley, Mike; Williams, Tim; Wilson, Peter; Zeidman, Bob (2008). Circuit Design: Know It All. The Newnes Know It All Series. Newnes. ISBN 978-1-85617-527-2.

- به هر حال این همه چیز ویدلر چیست؟ - مقاله ای دربارهٔ طراح تقویت‌کننده عملیاتی باب وییدلر، که اخیراً مرحوم شده بود، توسط باب پیز در طراحی الکترونیک نوشته شده‌است. مجدداً در تاریخ ۲۹ ژوئن ۲۰۱۲ منتشر شد. اولین بار در ۲۵ ژوئیه ۱۹۹۱ منتشر شد